# 帕拉达 (阿尔凡德加-达菲)
帕拉达是葡萄牙布拉干萨区的一个堂区。总面积10.82平方公里，总人口185人，人口密度17.1人/平方公里。